# أناستازيا بوتابوفا
أنستازيا سيرجيفنا بوتابوفا (الروسية: Анастасия Сергеевна Потапова ؛ من مواليد 30 مارس 2001) هي لاعبة تنس روسية. حصلت بوتابوفا على المرتبة 44 في الترتيب والتي تم تحقيقها في 17 أكتوبر 2022 وترتيب الزوجي رقم 44 الذي تم تحقيقه في 3 أكتوبر 2022، في وقت سابق احتلت المرتبة الأولى وكذلك بطلة الفردي لبطولة ويمبلدون للفتيات 2016 حيث هزمت دايانا ياستريمسكا من أوكرانيا في النهائي.

## روابط خارجية
- أناستازيا بوتابوفا على موقع رابطة محترفات التنس (الإنجليزية)
- أناستازيا بوتابوفا على موقع الاتحاد الدولي لكرة المضرب (الإنجليزية)
- أناستازيا بوتابوفا على موقع كأس بيلي جين كينغ (الإنجليزية)
- أناستازيا بوتابوفا على موقع بطولة ويمبلدون (الإنجليزية)
- أناستازيا بوتابوفا على موقع خلاصة التنس.كوم (الإنجليزية)
- أناستازيا بوتابوفا على موقع إي إس بي إن.كوم (الإنجليزية)